# Raimondo Sferlazza
Raimondo Sferlazza (Grotte, ... – ...; fl. XVIII secolo) è stato un brigante italiano.

## Biografia
Nel 1723, divenne capo di un gruppo di "Scorridori di campagna".
La banda, però, fu sgominata da Don Francesco Bonanno lo Boscò, principe di Cattolica, parte presso Aragona e parte verso Castrogiovanni. Lo Sferlazza catturato ad Alimena, processato a Canicattì, fu condannato alla forca.